# Statues-menhirs de l'Albespy
Les statues-menhirs de l'Albesby sont trois statues-menhirs appartenant au groupe rouergat découvertes à Mounes-Prohencoux, dans le département de l'Aveyron en France.

## Généralités
Les trois statues ont été découvertes en 2005 dans un tas de pierres près du sommet d'une colline dominant la vallée du Rance. Elles sont taillées dans des blocs en grès permien. Ce sont trois statues-menhirs féminines.  Elles sont conservées chez leur propriétaire.
| Statue | Hauteur | Longueur max. | Épaisseur max. |
| ------ | ------- | ------------- | -------------- |
| n°1    | 0,83 m  | 0,46 m        | 0,16 m         |
| n°2    | 1,07 m  | 0,66 m        | 0,08 m         |
| n°3    | 0,75 m  | 0,48 m        | 0,12 m         |

Les statues-menhirs sont inscrites monuments historiques au titre d'objet depuis le 12 janvier 2021,,.

## Statue n°1
La statue est complète, la face est en bon état, le dos a été abîmé par des instruments aratoires. Les caractères anthropomorphes sont constitués d'un visage (yeux, nez), d'une chevelure, de seins, des bras, des mains, des jambes et des pieds. Les attributs sont une ceinture, un collier à trois rangs et une pendeloque ovalaire.
Elle se distingue par la position des seins, placés très haut sur le visage, la présence d'un genre de « T » facial constitué par le front et l'arrête du nez, des jambes remontées jusqu'à la ceinture. La pendeloque a été rajoutée dans une seconde phase. Au dos, le collier passe sous la chevelure qui descend au-delà de la ceinture. Elle comporte une zone très usée qui pourrait correspondre à un polissoir ou un aiguisoir.

## Statue n°2
La statue est complète bien que la base de la pierre soit probablement tronquée. La face est en bon état mais le dos a été abîmé lors de sa découverte. Les caractères anthropomorphes sont constitués d'un visage (yeux, nez, tatouages), d'une chevelure, d'un unique sein, des bras, des mains, des jambes et des pieds. Les attributs sont un collier à trois rangs avec une pendeloque double et une ceinture à décor de chevrons.
L'unique sein est positionné sur le bras droit. La pendeloque semble tenue entre les mains. Les jambes sont légèrement disjointes. Au dos, la partie basse de la dalle, en dessous de la ceinture, est restée à l'état brut.

## Statue n°3
La statue est complète. La face a été très endommagée par les passages successifs d'instruments aratoires, le dos est en très bon état. Les caractères anthropomorphes sont constitués d'un visage (yeux, nez), d'une chevelure, des bras, des jambes jointes avec pieds. Les bras sont collés à la ceinture. Les jambes sont très courtes. Au dos, les crochets-omoplates sont très marqués. Les attributs sont une ceinture et une pendeloque.